# Danilo Bejarano
Danilo Bejarano, född Dan Rodrigo Bejarano 18 oktober 1975 i Skärholmen, Stockholm, är en svensk skådespelare.

## Biografi
Bejarano växte upp i Skärholmen med en boliviansk far och en svensk mor. Han började spela amatörteater hemma i Skärholmen som liten och fick några roller som barnskådespelare i  produktioner på Stadsteatern i Stockholm. Han utbildade sig på Högskolan för scen och musik vid Göteborgs universitet 1996–1999.
Han har därefter varit engagerad vid bland annat Västerbottensteatern, Moment teater, Teater Galeasen och Unga Klara. Sedan 2004 har han främst arbetat på Dramaten, där han tillhört den fasta ensemblen sedan 2006. Bejarano har även spelat musikal i i en uppsättning av Pelle Erövraren i Helsingborg 2017.
Han har även varit verksam som skådespelare i TV och på film. Debuten skede i 9 millimeter (1997). Genombrottet kom dock i rollen som Hamid i TV-serien Tusenbröder (2002–2007). Bland övriga roller kan nämnas Victor Marquez i dramaserien Skeppsholmen (2002–2003) och Samo i TV-serien Labyrint (2007–2008).
År 2023 tilldelades han O'Neill-stipendiet.
Bejarano har ett förhållande med skådespelaren Rebecka Hemse. Han har två döttrar från ett tidigare förhållande.

## Filmografi (i urval)

### TV
- 1999 – Macbeth
- 2000 – Brottsvåg
- 2002 – Spung
- 2002 – Skeppsholmen
- 2002 – Tusenbröder
- 2005 – Deadline Torp
- 2007 – Hotell Kantarell
- 2008 – Sthlm
- 2009 – 183 dagar (TV-serie)
- 2015 – 100 Code (TV-serie)
- 2017 – Enkelstöten (TV-serie)
- 2019 – Innan vi dör (TV-serie)
- 2019 – Vår tid är nu (TV-serie)
- 2020 – Hamilton (TV-serie)
- 2020 – Dejta (TV-serie)
- 2022 – Lust (TV-serie)
- 2023 – Limbo (TV-serie)

### Film
- 2006 – Tusenbröder – Återkomsten
- 2006 – Wellkåmm to Verona
- 2006 – Göta Kanal 2
- 2008 – Allt flyter
- 2008 – Chihuahuan från Beverly Hills
- 2012 – Odjuret
- 2014 – Slaktarens vals
- 2018 – Guds tystnad
- 2019 – Dark Chamber
- 2023 – Beck – Quid Pro Quo
- 2023 – Beck – Inferno

## Teater

### Roller (ej komplett)
| År   | Roll                                                           | Produktion                                                                                  | Regi                  | Teater                 |
| ---- | -------------------------------------------------------------- | ------------------------------------------------------------------------------------------- | --------------------- | ---------------------- |
| 2004 |                                                                | Mycket väsen för ingenting (Much Ado About Nothing)                                         |                       |                        |
| 2004 | Sebbe                                                          | Sex, droger och våld Mattias Andersson                                                      | Mattias Andersson     | Stockholms stadsteater |
| 2006 | Ferdinand                                                      | Kärlek och politik (Kabale und Liebe) Friedrich Schiller                                    | Hilda Hellwig         | Dramaten               |
| 2007 | Charcot                                                        | Blanche och Marie Per Olov Enquist                                                          | Hilda Hellwig         | Dramaten               |
| 2008 | Zorro                                                          | Zorro Erik Norberg                                                                          | Alexander Öberg       | Uppsala Stadsteater    |
| 2009 |                                                                | Som ni vill ha det (As you Like it)                                                         |                       |                        |
| 2009 | Prinsen Gam                                                    | Askungen Sofia Fredén                                                                       | Malin Stenberg        | Dramaten               |
| 2010 | Man 2                                                          | Hjärtats beatbox Ensemblen                                                                  | Nina Wester           | Dramaten               |
| 2010 | Varginnan                                                      | Inferno Peter Weiss                                                                         | Nils Poletti          | Dramaten               |
| 2012 | Karl Von Moor                                                  | Rövare (Die Räuber) Friedrich Schiller                                                      | Jens Ohlin            | Dramaten               |
| 2013 | Dr Joseph Cardin                                               | De oskyldiga (The children's hour) Lillian Hellman                                          | Jenny Andreasson      | Dramaten               |
| 2014 | Lord Rivers Mördare En budbärare Stanley Borgmästaren Richmond | Rickard III (The Life and Death of King Richard the Third) William Shakespeare              | Stefan Larsson        | Dramaten               |
| 2015 | Fadern                                                         | Beckomberga Sara Stridsberg                                                                 | Annika Silkeberg      | Dramaten               |
| 2015 | Peter Mårtensgård                                              | Rosmersholm Henrik Ibsen                                                                    | Stefan Larsson        | Dramaten               |
| 2016 | Alex                                                           | Deformerad persona Mattias Andersson och Ylva Andersson                                     | Mattias Andersson     | Dramaten               |
| 2017 | Pelle Karlsson                                                 | Pelle Erövraren – Den stora kampen Erik Norberg och Alexander Öberg                         | Alexander Öberg       | Helsingborg Arena      |
| 2017 | Stiva                                                          | Anna Karenina (Анна Каренина) Lev Tolstoj                                                   | Tobias Theorell       | Dramaten               |
| 2018 | Läkare Piccolo Häxa Kock                                       | Häxorna (The Witches) Roald Dahl                                                            | Alexander Mørk-Eidem  | Dramaten               |
| 2019 | Generalen                                                      | Förlovningen (Un fil à la patte) Georges Feydeau                                            | Ellen Lamm            | Dramaten               |
| 2019 | Stanley Kowalski                                               | Linje Lusta (A Streetcar Named Desire) Tennessee Williams                                   | Stefan Larsson        | Dramaten               |
| 2019 | Georges                                                        | Evakuering: De förskräckliga föräldrarna (Les Parents terribles) Jean Cocteau               | Rebecka Hemse         | Dramaten               |
| 2021 |                                                                | Den yttersta minuten Mattias Andersson                                                      | Mattias Andersson     | Dramaten               |
| 2022 |                                                                | Natthärbärget (На дне, Na dne) Maksim Gorkij                                                | János Szász           | Dramaten               |
| 2022 | Stanley Kowalski                                               | Linje Lusta (A Streetcar Named Desire) Tennessee Williams                                   | Stefan Larsson        | Dramaten               |
| 2022 |                                                                | Brott och straff (Преступление и наказание, Prestuplenije i nakazanije) Fjodor Dostojevskij | Oliver Frljić         | Dramaten               |
| 2023 |                                                                | Konstabs Ingmar Bergmans Såsom i en spegel Konstab                                          | Ossian Melin          | Dramaten               |
| 2023 | Mackie Kniven                                                  | Tolvskillingsoperan (Die Dreigroschenoper) Bertolt Brecht och Kurt Weill                    | Sofia Adrian Jupither | Dramaten               |
| 2024 |                                                                | Kärlek på svenska Irena Kraus och Nadja Weiss                                               | Nadja Weiss           | Dramaten               |
| 2025 |                                                                | Fem scener Norén Lars Norén                                                                 | Markus Öhrn           | Dramaten               |
| 2025 |                                                                | Hinkemann Ernst Toller                                                                      | Anja Suša             | Dramaten               |

### Fotnoter
1. 1 2 3  ”Danilo Bejarano”. Svensk Filmdatabas. http://www.svenskfilmdatabas.se/sv/item/?type=person&itemid=294880. Läst 30 september 2012.
2. 1 2 3 4  ””Jag känner mig nästan blyg””. DN.se. 17 oktober 2020. https://www.dn.se/familj/jag-kanner-mig-nastan-blyg/. Läst 25 november 2024.
3. 1 2  ”O’Neill-stipendiet”. www.dramaten.se. https://www.dramaten.se/o-neill-stipendiet?gad_source=1&gclid=CjwKCAiA3ZC6BhBaEiwAeqfvyuM07IuPpDXX8JvAgUnEAczCoTTTXmrKk55yHyqH3R9jUT8YuRPbQRoCwDMQAvD_BwE. Läst 25 november 2024.
4. ↑  ”Danilo Bejarano”. IMDb.com. http://www.imdb.com/name/nm0067351/. Läst 30 september 2012.
5. ↑  Therese Loberg (8 oktober 2024). ””Beck”-stjärnorna är ett par – visar familjelyckan”. www.expressen.se. https://www.expressen.se/noje/beck-stjarnorna-rebecka-hemse-och-danilo-bejarano-ar-ett-par-visar-familjelyckan/. Läst 25 november 2024.
6. ↑  ”Hinkemann”. Dramaten. https://www.dramaten.se/repertoar/hinkemann. Läst 20 april 2025.